# روجر ميشيل
روجر ميشيل (بالإنجليزية: Roger Michell)‏ هو مخرج بريطاني، ولد في 5 يونيو 1956 في بريتوريا في جنوب أفريقيا.

## وصلات خارجية
- روجر ميشيل على موقع IMDb (الإنجليزية)
- روجر ميشيل على موقع ألو سيني (الفرنسية)
- روجر ميشيل على موقع ميوزك برينز (الإنجليزية)
- روجر ميشيل على موقع أول موفي (الإنجليزية)
- روجر ميشيل على موقع قاعدة بيانات برودواي على الإنترنت (الإنجليزية)
- روجر ميشيل على موقع قاعدة بيانات الأفلام السويدية (السويدية)
- روجر ميشيل على موقع ديسكوغز (الإنجليزية)
- روجر ميشيل على موقع قاعدة بيانات الفيلم (الإنجليزية)
- روجر ميشيل على موقع كينوبويسك (الروسية)